# Bảo Sơn (xã)
Bảo Sơn là một xã thuộc huyện Lục Nam, tỉnh Bắc Giang, Việt Nam.

## Diện tích, dân số
Xã Bảo Sơn có diện tích 24 km², dân số năm 2019 là 14425 người.